# O Diário de Pilar na Amazônia
O Diário de Pilar na Amazônia é um futuro filme brasileiro de aventura e fantasia com estreia prevista para janeiro de 2026. A produção é uma adaptação cinematográfica da franquia literária de sucesso criada por Flávia Lins e Silva. Dirigido por Eduardo Vaisman e Rodrigo Van Der Put, o filme é produzido pela Conspiração em parceria com a Star Original Productions.
Estrelado por Lina Flor e Miguel Soares, o elenco também conta com Sophia Ataíde, Thúlio Naab, Nanda Costa, Marcelo Adnet, Emílio Dantas, Rafael Saraiva, Babu Santana e Rocco Pitanga.

## Sinopse
Pilar é uma menina curiosa e aventureira que viaja pelo mundo através de sua rede mágica, sempre aprendendo sobre diferentes culturas e defendendo a natureza. Nesta nova jornada, ela embarca rumo à Amazônia, onde conhece Maiara, uma jovem ribeirinha que teve sua comunidade destruída. Com a ajuda de seus amigos e de seres folclóricos da floresta, Pilar parte em uma missão para reencontrar a família de Maiara e impedir o avanço do desmatamento.

## Elenco
- Lina Flor
- Miguel Soares
- Sophia Ataíde
- Thúlio Naab
- Nanda Costa
- Marcelo Adnet
- Emílio Dantas
- Rafael Saraiva
- Babu Santana
- Rocco Pitanga